# Lakkanahalli, Arkalgud
Lakkanahalli là một làng thuộc tehsil Arkalgud, huyện Hassan, bang Karnataka, Ấn Độ.